# نينا سكاي
نينا سكاي (بالإنجليزية: Nina Sky) هما ثنائي موسيقي أمريكي يتكون من التوأمان المتطابقان نيكول و ناتالي ألبينو . حققت أغنيتهما الأولى " Move Ya Body "، التي تم إصدارها من ألبومهما الأول الذي يحمل نفس اسم الثنائي في عام 2004 ، نجاحاً كبيراً لهما حيث وصلت إلى المرتبة الرابعة على بيلبورد هوت 100 . تم إصدار ألبومهم الثاني، Nicole & Natalie ، في يوليو 2012. لاحقاً تم الإعلان عن ألبومها الثالث Brightest Gold ، ليتم إصداره في عام 2016 من قبل شركة تسجيلات تومي بوي .